# タスマニアオオガニ
タスマニアオオガニ（Pseudocarcinus gigas）は、甲殻亜門・十脚目・短尾下目・イソオウギガニ科に属するカニの一種。

## 生息地
オーストラリア南西部とタスマニア島近辺の海域の、水深30～500mに住む。

## 形態

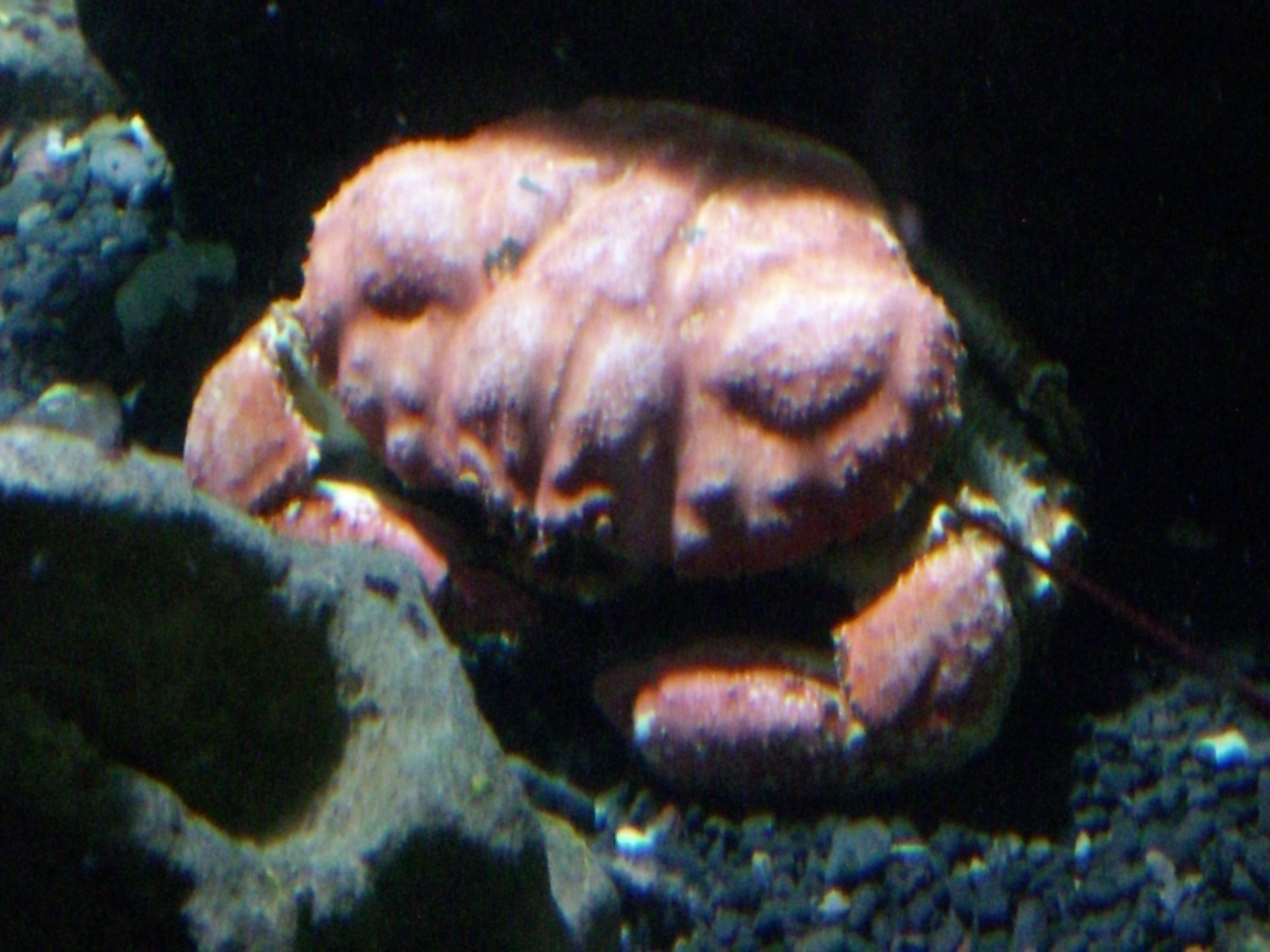
タスマニアオオガニ

甲幅が最大で46cmに達し、体重も13kgになる巨大なカニで、体重や脚を拡げた大きさではタカアシガニに及ばないものの、甲幅ではこちらに軍配が上がる。雌のサイズは雄の半分ほどである。磯に住むイソオウギガニが5cmほどの小型のカニであるのに対し、近縁種ではあるが巨大になる。
甲羅は赤に黄色が混じり合った色で、ハサミの爪の先は黒。ハサミは右側が大きい。節足動物のハサミとしても最大級の大きさとなる。

## 生態
成長は遅く、長命である。軟らかい堆積物上に生息し、固着性、または動きの遅い貝・ヒトデ・甲殻類などを捕食する。雌の半数が甲長125mmで性成熟し、6-7月に交尾する。50-200万個の卵を4か月抱卵した後、大陸棚外縁に移動して卵を孵化させる。平均して孵化から54.0日でメガロパ幼生に、91.8日で稚ガニになる。

## 漁法
現地では食用として捕獲している。以前はミナミイセエビ(Jasus edwardsii)漁で混獲されていたが、1990年代から本種を対象とした漁が行われるようになった。
主にカニ篭で捕獲するが、資源保護のため、カニの再生能力を活かし、ハサミ脚を切断した後に海に放し、再び脱皮して大きくなるのを待つという。2004年には年間の漁獲量が62.1トンに制限されている。